# 巴特菲爾德鎮區 (密歇根州)
巴特菲爾德鎮區（英語：Butterfield Township）是位於美國密歇根州米索基縣的一個行政鎮區。

## 地方資料
巴特菲爾德鎮區的面積為93.29平方千米，當中陸地面積為91.69平方千米，而水域面積為1.60平方千米。根據2020年美國人口普查的數據，當地共有人口473人，而人口密度為每平方千米5.07人。